# Szlovénia
Szlovénia (szlovénül Slovenija, teljes nevén Szlovén Köztársaság, szlovénül Republika Slovenija) Közép-Európa déli részén, az Alpok lábánál terül el. Nyugaton Olaszország, délnyugaton az Adriai-tenger, délen és keleten Horvátország, északkeleten Magyarország, északon Ausztria határolja. (Horvátországgal határvitában áll, különösen tengeri határait illetően.) Fővárosa és legnépesebb városa Ljubljana.
Az Alpok hegyvonulatai északnyugaton érik el az országot és itt a Júliai-Alpokban található Szlovénia legmagasabb hegycsúcsa a 2864 méter magas Triglav. További nagy hegyvonulatok még az osztrák határ mentén húzódó Kamniki-Alpok és a Karavankák, valamint a Pohorje-hegység. Szlovénia tengerpartja 46,6 kilométer hosszú, ami az olasz és a horvát határ között húzódik és legjelentősebb tengeri kikötővárosa Koper.
Mint korábbi jugoszláv tagköztársaság 1991 óta független állam, 2004. május 1-je óta tagja az Európai Uniónak, majd 2007 elején csatlakozott az eurózónához is, továbbá a NATO, az OECD, a WTO, az OSCE, az Európa Tanács és az ENSZ tagja, valamint része a schengeni övezetnek.

## Földrajz

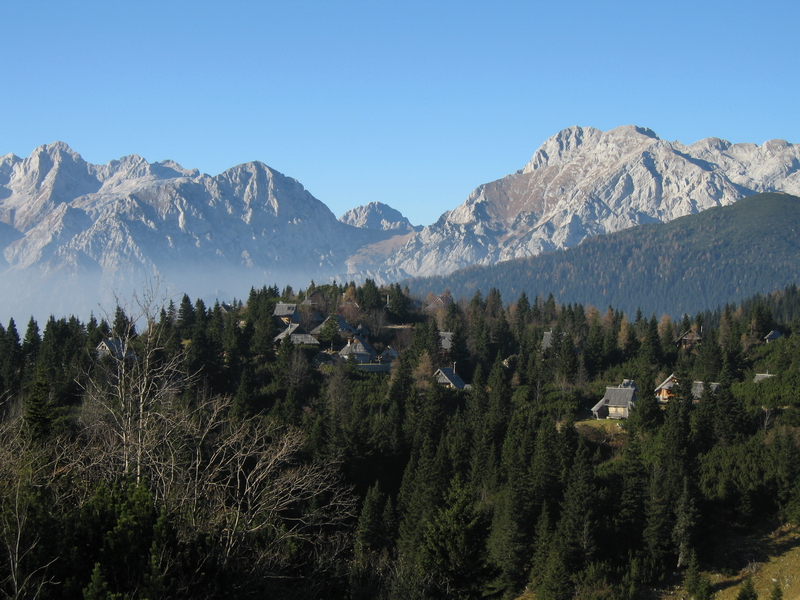
Kamnik Alpok

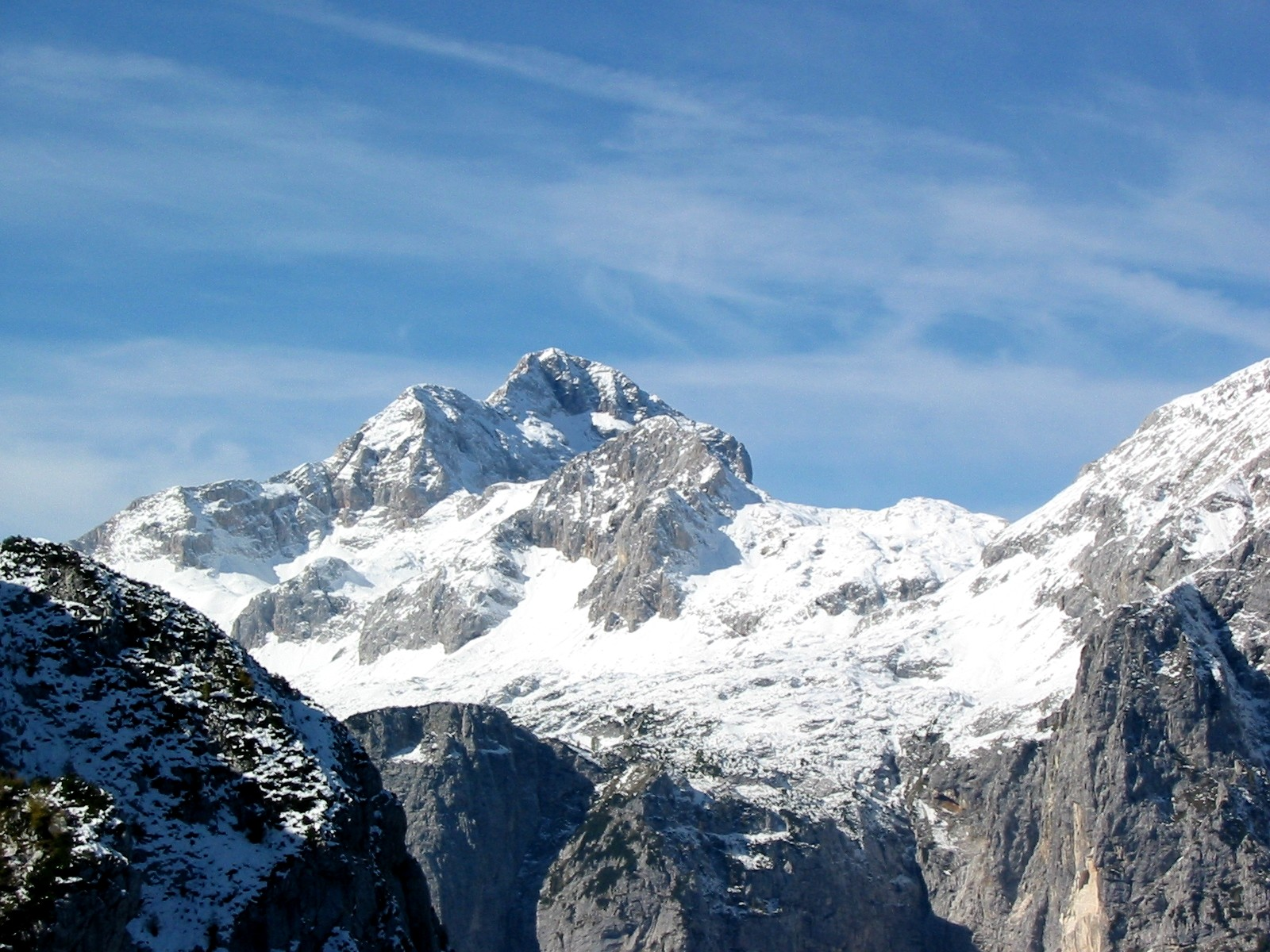
Triglav

Négy nagy európai földrajzi régió találkozik az országban: az Alpok, a Dinári-hegység, a Kárpát-medence és a Mediterráneum. Szlovénia legmagasabb hegycsúcsa a Triglav (2864 m); az ország átlagos tengerszint feletti magassága 557 m. Az ország kb. felét (10 124 km²) erdő borítja, ezzel Szlovénia az erdőterület nagysága alapján a harmadik helyen áll Európában, Finnország és Svédország után. A terület 5593 négyzetkilométere rét, legelő, 2471 km² pedig mezőgazdasági terület; ezenkívül van 363 km²-nyi gyümölcsös és 216 km² szőlőültetvény.

### Vízrajz
Vízfolyásokban, tavakban gazdag. A Triglav-hegy lábánál ered a Száva, s mellékfolyók vizével gyarapodva szeli át. A nyugati határvidék bővizű folyója a Soča (Isonzó), Olaszországban ömlik az Adriai-tengerbe. Az Alpok lábánál jégkori végmorénák mögött festői tavak, magashegységekben apró jég vájta tavak, tengerszemek alakultak ki.

### Állatvilág
Az Euro-turáni faunavidéken találkozik a keleti sün és az európai sün. Itt vakond is él. Megtalálható a legkisebb európai emlős, a kisded cickány. A ragadozók közül előfordul a farkas, aranysakál, barna medve, nyest, vidra és a nyuszt. A patások közül jellemző az őz, gímszarvas, vaddisznó, magasabb területeken a balkáni zerge.

## Történelem
Feltételezések szerint a mai szlovén nép szláv ősei a 6. században telepedtek le először a Kárpát-medencében, a Dunántúlon és a mai Szlovénia területén. A 7. században jött létre az első szlovén állam Karantánia. 745-ben Karantánia a Frank Birodalom részévé vált, a szlávok többsége pedig lassan felvette a kereszténységet.
Az első, latin írásos szlovén nyelvemlékek, a Freising-kéziratok (szlovénül „Brižinski spomeniki”), 1000 körül keletkeztek. A 14. század során a legtöbb szlovén terület a Habsburgok birtokába került.
A középkorban és az újkorban, közel 900 évig a szlovénség jelentős része a Magyar Királyság területén belül élt.
Az Osztrák–Magyar Monarchiában szlovének lakták Krajna, Görz, Muravidék és Gradišče nagy részét, valamint Isztria, Karintia és Stájerország egyes területeit. (szlovénül: Kranjsko, Goriško, Prekmurje, Gradišče, Istra, Koroško, Štajersko)
A Monarchia 1918-as összeomlása után a szlovének a Szerb–Horvát–Szlovén Királysághoz csatlakoztak, amely 1929-ben a Jugoszláv Királyság nevet vette fel. A második világháború alatt az ország német, olasz és magyar megszállás alatt állt 1941–1945 között. 1945 decemberétől Jugoszlávia föderatív népköztársasággá alakult, majd 1963 áprilisától szocialista föderatív köztársasággá, melyben Szlovénia önálló tagköztársaság volt. 1991. június 25-én Szlovénia kikiáltotta Jugoszláviától való függetlenségét, amit a Jugoszláv Néphadsereg (JNA) beavatkozása követett, de a támadás nem volt intenzív és határozott. Kevesebb mint két hétnyi harc után július 7-ére elhallgattak a fegyverek, véget ért a szlovéniai tíznapos háború. Kellett ehhez még a két szomszédos ország, Ausztria és Olaszország határozott fellépése, akik nem akarták, hogy a háború rájuk is átterjedjen. A NATO-ba 2004. március 29-én, az Európai Unióba első volt jugoszláv tagállamként 2004. május 1-jén lépett be, 2007. január 1-től pedig a hivatalos fizetőeszköz az euró, ezzel az első volt jugoszláv tagállam, amely az eurózóna tagja lett. Az ország 2008. január 1-től az Európai Unió soros elnöke volt fél évig, elsőként töltötte be ezt a tisztet a 2004-ben csatlakozott 10 új tagállam közül.

## Politika és közigazgatás
A szlovén államfő az elnök, akit 5 évente, népszavazással választanak. Ebben a szerepkörben a miniszterelnök és a kormány segíti, akiket a Parlament választ.
A kétkamarás szlovén parlament a Nemzetgyűlésből (Državni zbor) és a Nemzeti Tanácsból (Državni svet) áll. A 90 fős nemzetgyűlés tagjait részben közvetlenül, részben listás szavazatok alapján választják. A Nemzeti Tanács 22 tagja gazdasági-, szociális-, és további érdekcsoportok jelöltjeiből áll, valamint 1-1 képviselője van a két hivatalos nemzeti kisebbségnek, a magyaroknak és olaszoknak is. Parlamenti választásokat 4 évente rendeznek.
Az országban élő két kisebbség (az olaszok és a magyarok) jogait az alkotmány határozza meg, lehetőséget adva az anyanyelv széles körű használatára is.

### 2022-es választások
2022 áprilisában a liberális ellenzék, a Szabadság Mozgalom nyerte meg a parlamenti választást. A Szabadság Mozgalom a szavazatok 34,5%-át szerezte meg, míg Janša Szlovén Demokrata Pártja a szavazatok 23,6%-át. 2022. május 25-én a szlovén parlament megszavazta a Szabadság Mozgalom vezetőjének, Robert Golobnak a kinevezését Szlovénia új miniszterelnökévé, Janez Janša utódjaként.

### Közigazgatási beosztás
Szlovénia 12 statisztikai régióra oszlik, ezeknek azonban nincs közigazgatási szerepük. A közigazgatás egyszintű, az alapfokú közigazgatási egységek, azaz községek (občina) száma 2011 óta 212, közülük 11 úgynevezett városi község (mestna občina).
| Szlovénia statisztikai régiói | Szlovénia statisztikai régiói |
| --- | ----------------------------- |
| 1. Gorenjska statisztikai régió (Hegyvidék) 2. Goriška statisztikai régió ("Gorizia") 3. Délkelet-Szlovénia statisztikai régió 4. Koroška statisztikai régió ("Karintia") 5. Primorsko-notranjska statisztikai régió (Tengermellék – Belső-Karszt) (2014. végéig: Notranjsko-kraška) 6. Obalno-kraška statisztikai régió (Partmenti-Karszt) 7. Közép-Szlovénia statisztikai régió 8. Podravska statisztikai régió (Drávamente) 9. Pomurska statisztikai régió (Muramente) 10. Savinjska statisztikai régió (Savinja-vidék) 11. Posavska statisztikai régió (Szávamente) (2014. végéig: Spodnjeposavska) 12. Zasavska statisztikai régió (Száván túl) | Szlovénia régiói              |

## Gazdaság
A posztkommunista régió országai közül Szlovéniában legmagasabb a GDP/fő arány. A gazdaság stabil, de a privatizáció és a tőkepiac területein még további reformok szükségesek. A fő exportpartnerek az Európai Unió országai. A keleti blokk egykori népei közül a szlovének életszínvonala (egy főre jutó GDP vásárlóerő-értéken, PPS) érte el a legmagasabb szintet.

### Külkereskedelem
Szlovénia 2022-ben a világ 56. legnagyobb exportőre, és 51. legnagyobb importőre volt. 2022-ben Szlovénia 56 milliárd $ értékben exportált és 69,2 milliárd $ értékben importált, 13,2 milliárd $ hiánnyal. Az ország külkereskedelme Európa központú.
A szlovén exporttermékek legjelentősebb területei a vegyipar, gépipar és a fémipar. A legjelentősebb kiviteli termékek a gyógyszerek, gépjárművek, valamint a finomított kőolaj. Szlovénia legjelentősebb exportországa Svájc és Németország, ahova a teljes exportállomány több mint az egynegyede (31,9%) érkezik. 2017 és 2022 között, az export termékek közül a gyógyszerek és a finomított kőolaj kivitele nőtt a legnagyobb mértékben, míg a legnagyobb visszaesést a gépjárművek, az elektromos világító és jelzőberendezések szenvedték el. Az exportországok közül 2017 és 2022 között Svájc és Olaszország aránya nőtt a legnagyobbat, míg a legnagyobb visszaesést Izrael és Dél-Korea szenvedte el.
A szlovén importtermékek legjelentősebb területei a vegyipar, gépipar és az ásványi termékek. A legjelentősebb behozatali termékek a gyógyszerek, nitrogéntartalmú vegyületek, valamint a finomított kőolaj. Szlovénia legjelentősebb importországa Svájc és Kína, ahonnan a teljes importállomány több mint az egynegyede (27,9%) érkezik. 2017 és 2022 között, az import termékek közül a gyógyszerek és a nitrogéntartalmú vegyületek behozatala nőtt a legnagyobb mértékben, míg a legnagyobb visszaesést a gépjármű alkatrészek és tartozékok, valamint az elektromos világító és jelzőberendezések szenvedték el. Az importországok közül 2017 és 2022 között Svájc és Kína aránya nőtt a legnagyobbat, míg a legnagyobb visszaesést Dél-Korea és Argentína szenvedte el.

#### Termékek
Az ország tíz legnagyobb export- és importterméke a következő volt 2022-ben:
|     | Legnagyobb exporttermékek          | Legnagyobb exporttermékek | Legnagyobb importtermékek          | Legnagyobb importtermékek |
| --- | ---------------------------------- | ------------------------- | ---------------------------------- | ------------------------- |
|     | Termék                             | Arány                     | Termék                             | Arány                     |
| 1.  | Gyógyszerek                        | 22,4%                     | Gyógyszerek                        | 11,5%                     |
| 2.  | Gépjárművek                        | 5,1%                      | Nitrogéntartalmú vegyületek        | 8,4%                      |
| 3.  | Finomított kőolaj                  | 4,5%                      | Finomított kőolaj                  | 6,8%                      |
| 4.  | Villamosenergia                    | 3,3%                      | Gépjárművek                        | 4,8%                      |
| 5.  | Gépjármű alkatrészek és tartozékok | 2,3%                      | Villamosenergia                    | 3,6%                      |
| 6.  | Gyógyászati alapanyagok            | 2,2%                      | Gyógyászati alapanyagok            | 1,5%                      |
| 7.  | Elektromos fűtőtestek              | 1,2%                      | Földgáz                            | 1,5%                      |
| 8.  | Gumiabroncsok                      | 1%                        | Teherautók                         | 1,4%                      |
| 9.  | Hengerelt acéllemezek              | 0,9%                      | Gépjármű alkatrészek és tartozékok | 1,3%                      |
| 10. | Elektromos motoralkatrészek        | 0,9%                      | Nyers alumínium                    | 0,9%                      |

#### Országok
A fő országok, amelyekbe Szlovénia exportált és amelyekből importált termékeket 2022-ben:
|     | Legnagyobb exportországok | Legnagyobb exportországok                                                     | Legnagyobb exportországok | Legnagyobb importországok | Legnagyobb importországok                                                       | Legnagyobb importországok |
| --- | ------------------------- | ----------------------------------------------------------------------------- | ------------------------- | ------------------------- | ------------------------------------------------------------------------------- | ------------------------- |
|     | Ország                    | Termék                                                                        | Arány                     | Ország                    | Termék                                                                          | Arány                     |
| 1.  | Svájc                     | Gyógyszerek, gyógyászati alapanyagok, nitrogéntartalmú vegyületek...stb.      | 17,7%                     | Svájc                     | Gyógyszerek, nitrogéntartalmú vegyületek, gyógyászati segédeszközök...stb.      | 16,9%                     |
| 2.  | Németország               | Gépjárművek, gépjármű alkatrészek és tartozékok, elektromos fűtőtestek...stb. | 14,2%                     | Kína                      | Nitrogéntartalmú vegyületek, gépjárművek, televíziók és monitorok...stb.        | 11%                       |
| 3.  | Olaszország               | Villamosenergia, finomított kőolaj, vashulladék...stb.                        | 11,2%                     | Olaszország               | Finomított kőolaj, villamosenergia, földgáz...stb.                              | 10,3%                     |
| 4.  | Horvátország              | Finomított kőolaj, villamosenergia, gépjárművek...stb.                        | 8,4%                      | Németország               | Gépjárművek, gyógyszerek, vashulladék...stb.                                    | 10,2%                     |
| 5.  | Ausztria                  | Finomított kőolaj, munkagépek, villamosenergia...stb.                         | 6,7%                      | Ausztria                  | Villamosenergia, földgáz, finomított kőolaj...stb.                              | 7,1%                      |
| 6.  | Franciaország             | Gépjárművek, gyógyszerek, televíziók és monitorok...stb.                      | 3,4%                      | Horvátország              | Villamosenergia, alumínium ötvözetek, gépjármű alkatrészek és tartozékok...stb. | 3,7%                      |
| 7.  | Szerbia                   | Gépjárművek, gyógyszerek, villamosenergia...stb.                              | 2,8%                      | Magyarország              | Villamosenergia, gyógyszerek, műsorszóró berendezések...stb.                    | 2,8%                      |
| 8.  | Magyarország              | Finomított kőolaj, villamosenergia, gyógyszerek...stb.                        | 2,7%                      | Törökország               | Teherautók, gépjárművek, finomított kőolaj...stb.                               | 2,6%                      |
| 9.  | Lengyelország             | Gyógyszerek, gépjármű alkatrészek és tartozékok, nyers alumínium...stb.       | 2,5%                      | Lengyelország             | Mozdonyok, akkumulátorok, alumíniumhulladék...stb.                              | 2,5%                      |
| 10. | Oroszország               | Gyógyszerek, gyógyászati alapanyagok, nitrogéntartalmú vegyületek...stb.      | 2,2%                      | Dél-Korea                 | Oxálsavak, hengerelt vaslemezek, gépjárművek...stb.                             | 2,2%                      |

### Legnépesebb települések

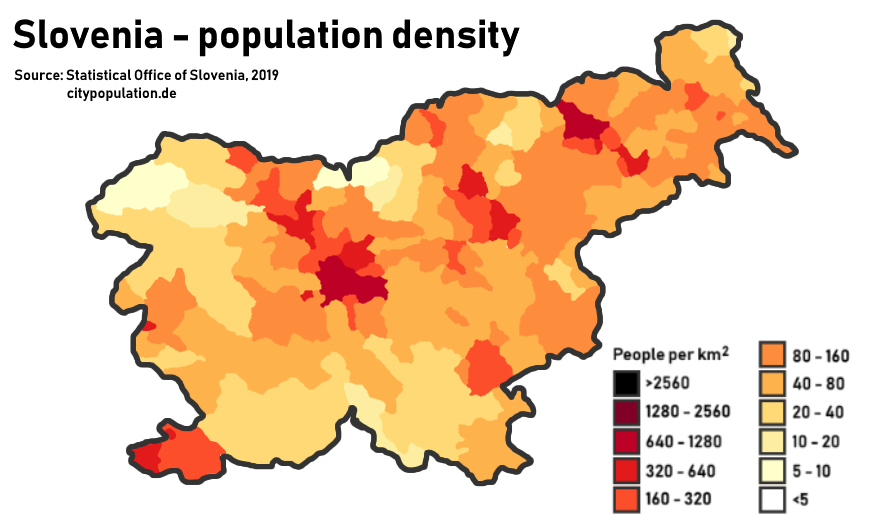
Szlovénia népsűrűsége 2019-ben

## Telekommunikáció
| Hívójel prefix | S5 |
| ITU zóna       | 28 |
| CQ zóna        | 15 |

## Népesség

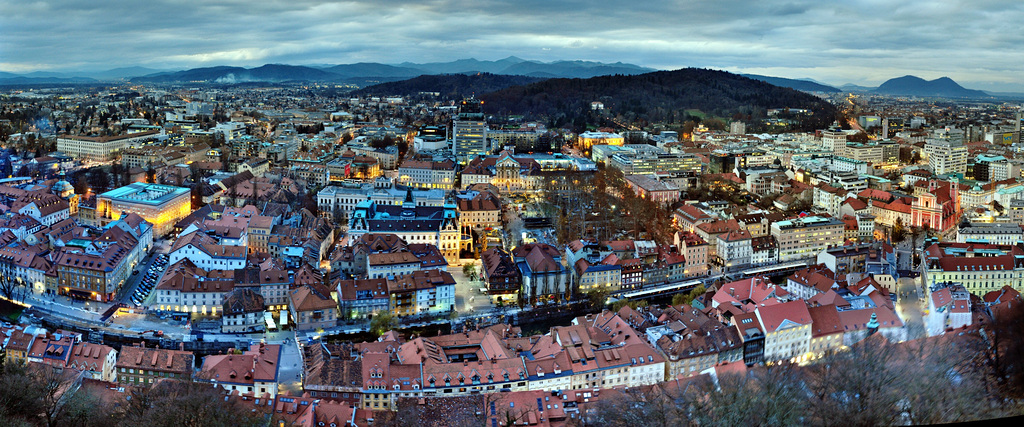
Ljubljana

### Népességváltozás
| Lakosok száma | 1 913 355 | 1 964 036 | 2 050 189 | 2 062 874 | 2 065 895 | 2 066 880 | 2 116 972 |
|               | 1991      | 2002      | 2011      | 2015      | 2017      | 2018      | 2022      |

### Etnikai, nyelvi, vallási megoszlás
Szlovénia etnikai csoportjai a szlovének (89%), a volt Jugoszlávia népei (horvátok, szerbek, bosnyákok; összesen 10%) és magyarok, illetve olaszok (0,5%–0,5%).
A magyarok az északkeleti Muravidék tájegységen élnek.
A hivatalos nyelv a szlovén, amely a szláv nyelvek közé sorolható. A magyar és olasz határ melletti területeken a magyar és az olasz nyelv is hivatalos.
Lásd még: Muravidéki magyarok.

### Vallás
A világ szlovénjainak több mint 60%-a vallásosnak tartja magát (jórészt keresztény, kisebb arányban muzulmán és más vallásúnak). Szlovénia lakosságából 57,8% vallja katolikusnak magát, 1991-ben még 71% volt a számarányuk. 2002-ben már 15% nem közölte vallási hovatartozását, 7%-nak volt ismeretlen a vallása, míg 1991-ben ez az arány kétszer akkora volt. 10,1% mondja magáról, hogy ateista. Korábban még 3,5% vallott agnosztikus nézeteket, 2002-ben már nem találtak ilyet. Ezenkívül az ország lakosságának 2,3% ortodox, amely az országban élő montenegrói és szerb kisebbség. A muzulmánok 2,4%-os átlagát is jobbára a bosnyákok és albánok teszik ki. Az evangélikusok száma 0,8%, sokuk a Muravidéken él, amely magyar közigazgatás alatt állt évszázadokig, így ott könnyebben terjedt a reformáció. A fennmaradó 0,3% egyéb vallásokból áll, ezek között van a református, szintén jobbára a Muravidéken.

## Kultúra
Szlovénia híres szülöttei Jozef Štefan fizikus, Franc Miklošič nyelvész és Jurij Vega matematikus. Az első szlovén költő Valentin Vodnik volt. Legnevesebb poétájuk, a szlovén Petőfiként ismert France Prešeren, a legnépszerűbb pedig Simon Gregorčič katolikus pap volt. A legnagyobb szlovén író Ivan Cankar volt; a világszerte ismert építész, pedig Jože Plečnik volt.

### Iskolarendszer

#### Iskola előtti nevelés
Az iskola előtti (1-6 éves kor) képzési formák nem kötelezőek. Az óvodás korúak képzési tervét két szakaszra bontják: az 1-3, illetve a 3-6 éves gyerekek számára, és hat fő tevékenységi területet ölel fel: testmozgás, nyelv, művészet, természet, társadalom és matematika.

#### Általános Iskola
Az általános iskolai képzés időtartama az 1999/2000-es tanévtől 9 évre nőtt. A gyerekek hatodik életévük betöltésének évében kezdik meg tanulmányaikat. A kilencéves tanulmányi idő három hároméves szakaszra oszlik.

#### Középiskola
A gimnázium célja a tanulók felsőoktatási tanulmányaira való felkészítése. A tanulmányi idő hossza négy év, amelynek végeztével a tanulók érettségi vizsgát tesznek. Azon diákoknak, akik nem akarják-tudják tanulmányaikat felsőfokú intézményben folytatni, lehetőségük van szakmai képzés elvégzésére. A szakközépiskolák és a szakmunkásképzők célja a diákok kétkezi munkára való felkészítése.

### Oktatási rendszer
könyvtárak, múzeumok, színházak, a zene- és tánc intézményei

### Művészetek
- Építészet
- Képzőművészetek

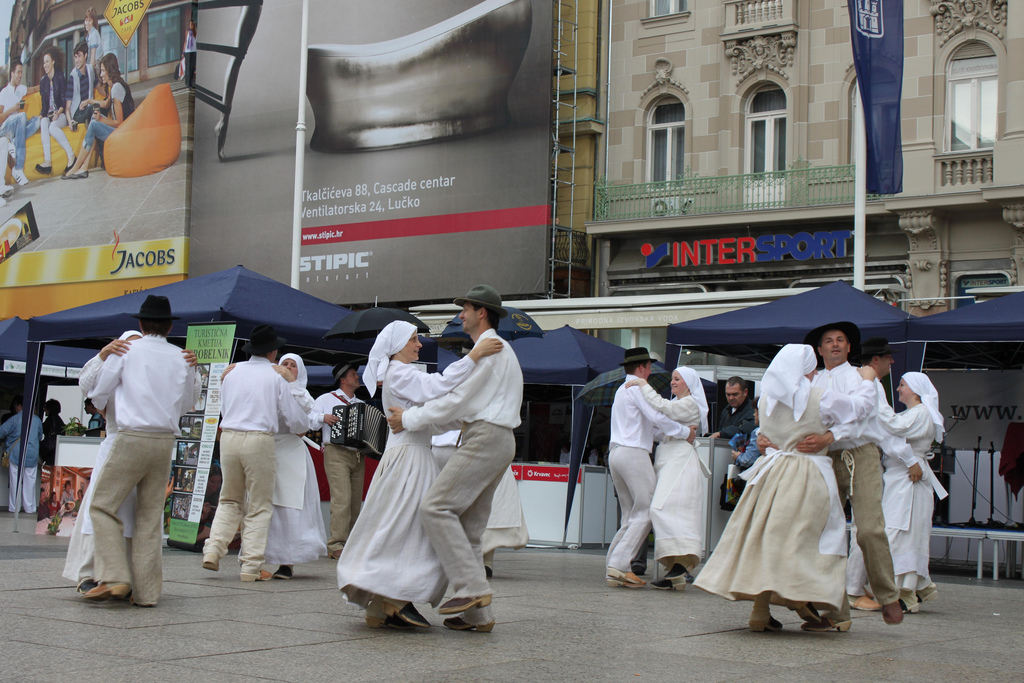
Néptáncosok hagyományos öltözetben

- Irodalom: Legnevesebb költőjük, a szlovén Petőfiként ismert France Prešeren.
- Filmművészet
- Zene

Lásd még Híres szlovének listája, Szlovénia zenéje.

### Konyhaművészet

#### Változatos szlovén ételek
A szlovénok sok mindent átvettek szomszédaik étkezési szokásaiból. Az északi tájakon az osztrák, a tengerparton az olasz, keleten a magyar konyha hatása érvényesül. Az évszázadokon keresztüli osztrák hatásra meghonosodtak a tésztafélék, a palacsinták, rétesek, kuglófok.
A disznósült, a savanyúkáposzta és a virsli is fontos alapanyaga a konyhaművészetnek. Igazi különlegesség a karsztvidéken a levegőn szárított sonka és kolbász.
Megtalálhatók a halételek és a tenger gyümölcsei, a vad- és szárnyasételek. Gyakran használják a mediterrán fűszereket, a fokhagymát és az olívaolajat.
A balkáni hatás délen érvényesül. A jól átsütött és a grillezett húsok sem hiányoznak az étlapról.
Köretként burgonyát vagy tésztát esznek. Helyi specialitás a hajdinából készült galuska. Kedvelt a paradicsomsaláta és a barna babból, sárgarépából, káposztából, uborkából és zöldsalátából készített vegyes saláta. Ehhez friss fehér kenyeret adnak.

### Szokások, illemtan
A szlovének számára a szóbeli üdvözlés nem annyira fontos, sokkal gyakoribb üdvözlési mód a kézfogás és egy barátságos mosoly. Az üdvözléskor célszerű megtartani a szemkontaktust. Keresztnevükön csak a közeli barátok, családtagok és rokonok szólítják egymást. Ha mégis keresztnevén szólítanak egy kívülállót, akkor mindig eléje teszik a gospod (úr), gospa (asszony) és gospodična (kisasszony) jelzőket, viszont csak akkor lehet használni a keresztnevet, ha erre az illető felkéri, máskülönben tolakodásnak tartják.
Az ünnepnapokon tett ajándékozásokkor a legfőbb szempont a gesztus és nem az ajándék anyagi értéke. Az ajándékot a szlovének szeretik szépen becsomagolva átnyújtani. Ha vacsorára invitálják meg a vendéget, akkor annak illő virággal vagy borral kedveskedni.
A beszélgetések alkalmával a szlovének külön választják a személyes és az üzleti dolgokat.

## Turizmus, látnivalók

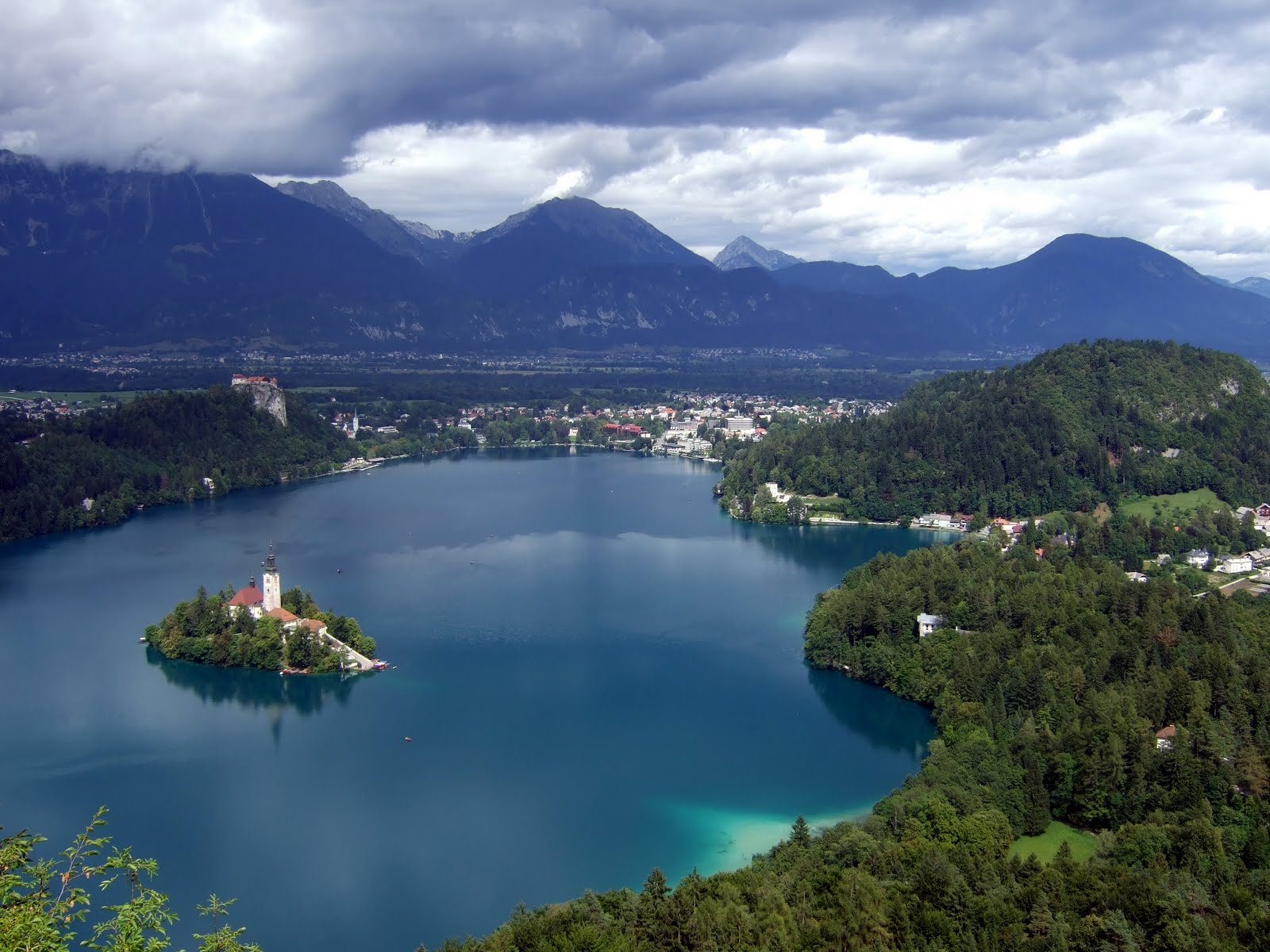
Bledi-tó

## Sportélete

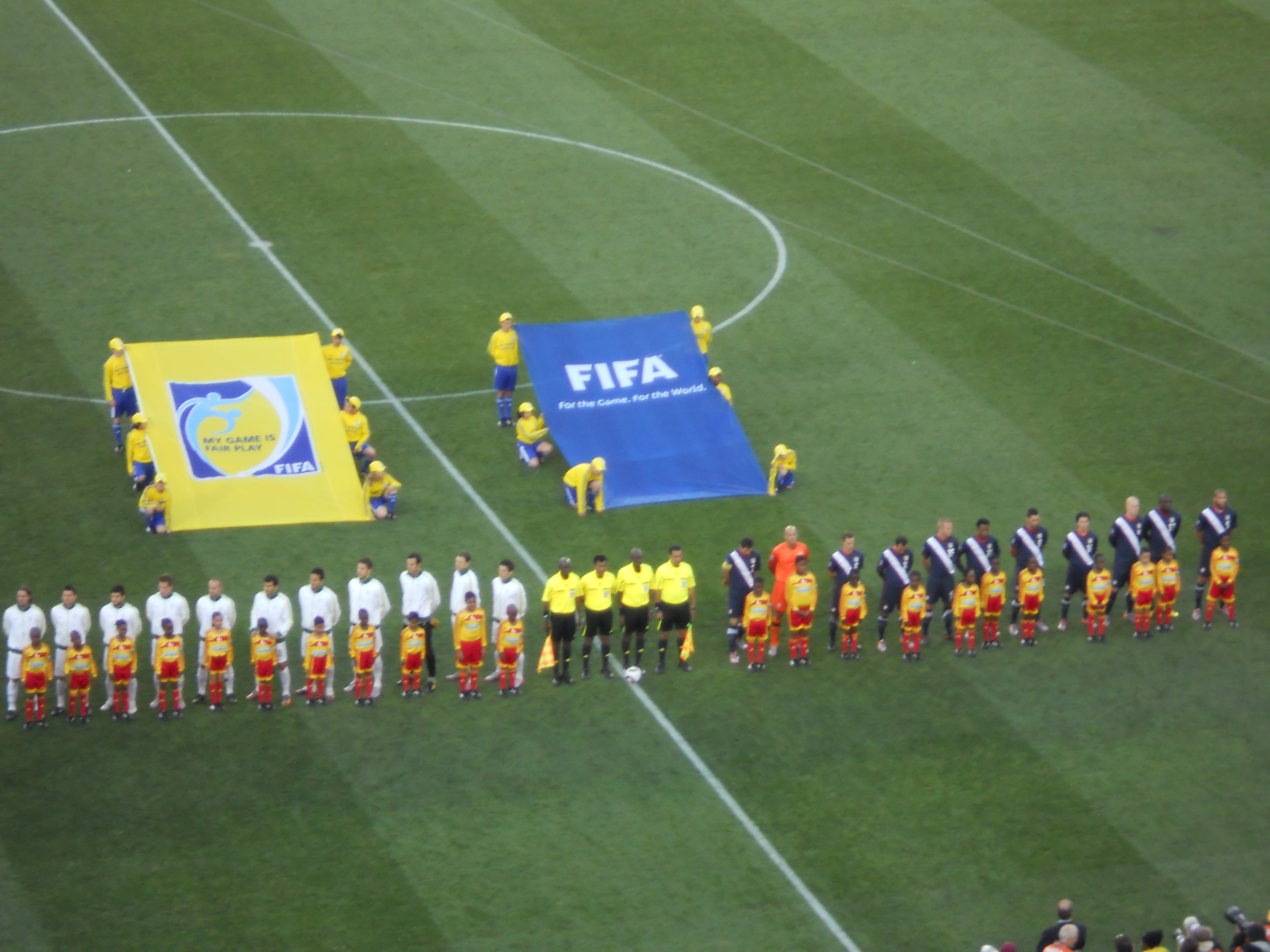
A 2010-es vb-n az USA elleni meccsen

Szlovéniában is népszerű a labdarúgás. A labdarúgó-válogatottjuk eddig egy Európa-bajnokságon és két világbajnokságon vett részt. A 2000-es Eb-n a spanyol, a jugoszláv és a norvég csapattal került egy csoportba, s a harmadik helyet szerezte meg. A csapat legeredményesebb játékosa a három találatig jutó Zlatko Zahovič volt, aki máig a legtöbb alkalommal lépett pályára a válogatottban (80) és a legtöbb találatot is jegyzi (35). A 2002-es vb-n 0 ponttal zárt a spanyol, a paraguayi és a dél-afrikai csapat mögött. Az ország első vb találatát Sebastjan Cimirotič szerezte.
A nyolc évvel későbbi dél-afrikai vb-n is részt vehetett, miután a pótselejtezőn kiverte a jóval esélyesebb Oroszországot. A csoportkör jelentette ezen a tornán is a végállomást, miután egy győzelemmel, egy döntetlennel és egy vereséggel zártak az Egyesült Államok és Anglia mögött.
Manapság a legelismertebb szlovén labdarúgók közé tartozik az olasz Internazionale kapusa, Samir Handanović, a spanyol Atlético Madrid kapusa, Jan Oblak és a holland PSV Eindhovenben játszó csatár, Tim Matavž, illetve az Atalanta BC középpályása Josip Iličić.
Az olimpiai játékokon hat nyári és hat téli részvétellel büszkélkedhet. A nyári játékokon eddig négy aranyérmet szereztek hat ezüst és kilenc bronz mellett. Legsikeresebb sportáguk az evezés öt éremmel. Az ország az első aranyát is ebben a sportágban nyerte a 2000-es játékokon Iztok Čop és Luka Špik révén. További érmeket szereztek szlovén sportolók még atlétikában, cselgáncsban és sportlövészetben. Híres atlétájuk a kalapácsvető Primož Kozmus, aki eddig egy aranyat és egy bronzot nyert az olimpiákon, s a világbajnokságokon is szerzett minden éremből egyet.

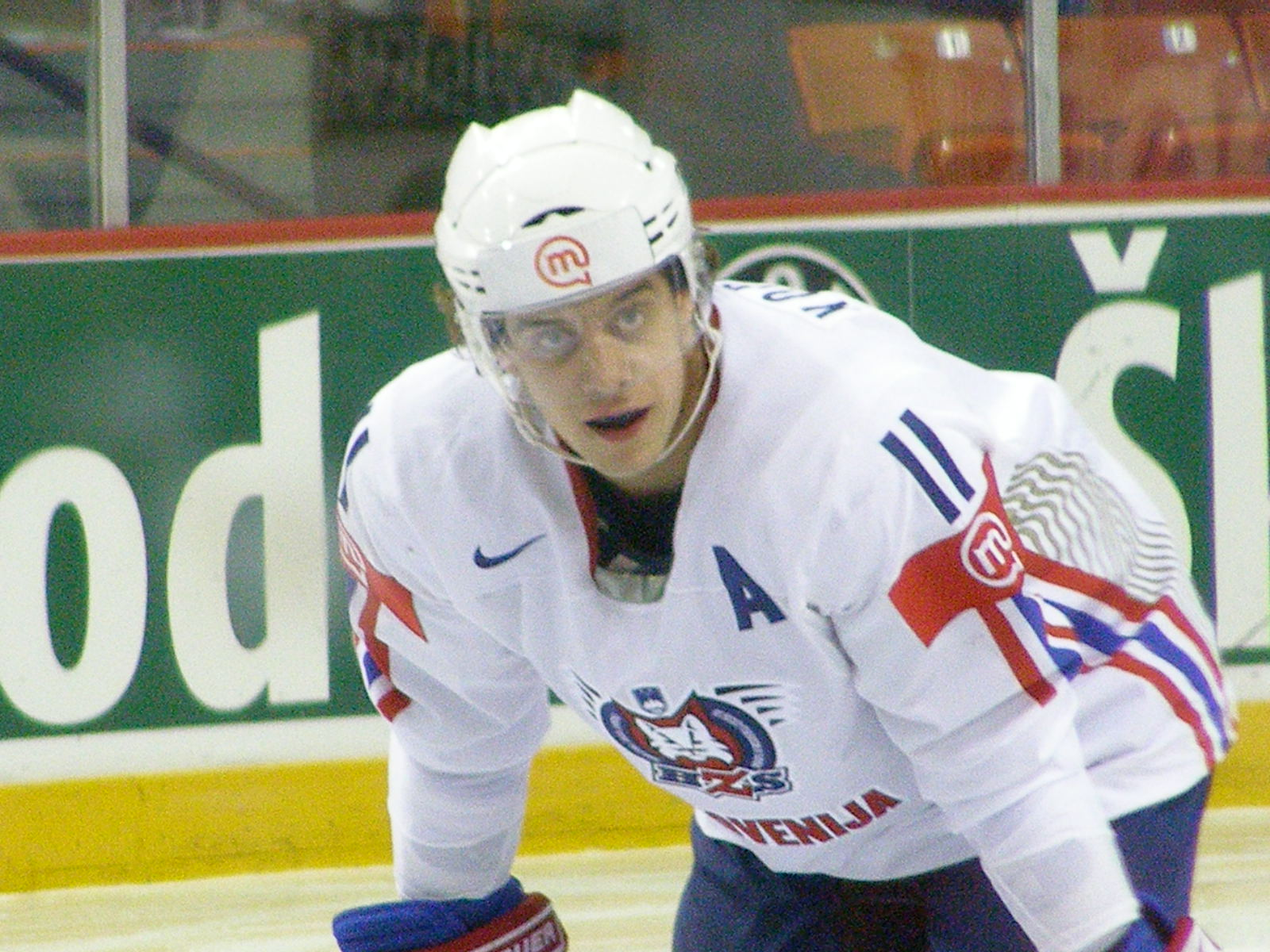
Kopitar az USA elleni vb-meccsen 2008-ban

A téli olimpiákon, akárcsak a nyári játékokon, 1992 óta vesznek részt, 2014-ig aranyérmet nem nyertek, de két ezüst- és öt bronzérem gyarapítja eredménylistájukat. Legeredményesebb sportolójuk a 2014-es, Szocsiban megrendezett olimpián az ország első aranyérmét megszerző, a 2010-ben két ezüstöt szerző alpesi síző Tina Maze, aki a világbajnokságokon eddig két aranyérmet nyert (2011 és 2013), és megnyerte a 2013-as alpesisí-világkupát.
Az országban szintén népszerű a jégkorong. Az olimpiákon eddig a férfi válogatottjuk nem vehetett részt, de a szocsi olimpiára már kvalifikálták magukat. A világbajnokságok legmagasabb csoportjában már szerepeltek, de általában ingáznak ezen csoport és a Division I között. Rendkívül népszerű, és világszerte elismert játékosuk a Los Angeles Kingsszel Stanley-kupát nyerő Anže Kopitar. Női válogatottjuk a Division II és Division III között ingázik.
A síugrás egy másik népszerű téli sport Szlovéniában. Az első országos bajnokságot 1921-ben rendezték Bohinjban, ahol Jože Pogačar 9 méteres ugrással nyert. Ezt követően sok síugró találta meg a sikert jugoszláv színekben, például Jože Šlibar 1961-ben világrekordot ért el. A síugró-világkupa 1979-es bevezetése után Szlovénia rendszeresen helyszín lett Planicával. A kor legeredményesebb síugrója Primož Ulaga volt, aki jugoszlávként kilenc győzelmet aratott. Primož Peterka 1997-ben és 1998-ban is megnyerte a síugró-világkupát. További eredményes síugrók: Peter Prevc, Jurij Tepeš, Robert Kranjec, Rok Benkovič, Jernej Damjan, Peter Žonta, Franci Petek és Špela Rogelj.
2011 óta a szlovén férfi síugró edző Goran Janus, aki segített a szlovén síugrási eredmények felvirágoztatásában. A vezetésével a csapat megannyi egyéni győzelmet aratott, olimpiai és világkupa érmeket szerzett, valamint világrekordot döntött. 2012. február 19-én a férfi csapat megnyerte első csapatversenyét Oberstdorfban, azóta további kilenc csapatgyőzelmet szerzett. Ezenkívül Peter Prevc megnyerte a 2015–2016-os négysánc-versenyt, a 2016-os sírepülő-világbajnokságot és összetettben a 2015–2016-os síugró-világkupát is.
Fontos sportág még a kézilabda és a kosárlabda. Az előbbi sport képviselői közül a férfiak tekinthetők eredményesebbeknek. 1994 óta csak az 1998-as, olaszországi Eb-n nem vettek részt, legjobb eredményük a Szlovéniában 2004-ben megrendezett Eb-n elért második hely. A vb-ken 1993 óta öt alkalommal nem vettek részt, legjobb eredményük a 2013-as negyedik hely. Az olimpiákon két alkalommal, 2000-ben és 2004-ben szerepeltek, előbbin a nyolcadikok lettek. Legjobb klubcsapataik az RK Celje Pivovarna Laško és az RK Gorenje Velenje, melyek rendszeres résztvevője a Bajnokok Ligájának. Magyarországon ismertnek számít a korábban a Barcelona és a Szeged csapatánál is játszó Luka Žvižej. A nők négy-négy vb-n és Eb-n vettek részt, előbbieken a 2003-as nyolcadik, utóbbiakon a 2004-es kilencedik pozíció számít a legjobbnak. Klubcsapataik közül kiemelkedik a korábban számos magyart is alkalmazó, kétszeres BL győztes (2000–2001, 2002–2003) Krim Ljubljana. Leghíresebb játékosuk a hazánkban is megforduló Ana Gros.
Kosárlabdázás tekintetében is a férfiak a sikeresebbek, mivel a nők még nem vettek részt sem olimpián, sem vb-n, sem Eb-n. A férfiak 1993 óta minden Eb-n szerepelhettek, legjobb eredményük a 2009-es lengyelországi negyedik hely. A vb-ken 2006 óta pattogtatnak, 2010-ben a nyolcadikok lettek. Olimpián még ők sem szerepeltek. Leghíresebb játékosaik: Luka Dončić, Jaka Lakovič, Goran Jagodnik.

## Ünnepnapok
Szlovéniában kétfajta ünnepnap létezik: nemzeti ünnepek és munkaszüneti napok. A nemzeti ünnepek az állammal kapcsolatosak, ekkor hivatalos rendezvényeket tartanak és kitűzik a nemzeti zászlót. A munkaszüneti napok általában katolikus vallási ünnepek, mint a karácsony vagy a húsvét, ekkor munka- és tanítási szünet van, de nincs állami ünnepség.
| Dátum           | Magyar név                             | Szlovén név                                                                  | Megjegyzés |
| --------------- | -------------------------------------- | ---------------------------------------------------------------------------- | --- |
| Január 1. és 2. | Újév                                   | Novo leto                                                                    | |
| Február 8.      | Prešeren-nap, szlovén kulturális ünnep | Prešernov dan, slovenski kulturni praznik                                    | France Prešeren szlovén költő halálának évfordulója, 1942 óta nemzeti kulturális ünnep                                                                                                   |
| –               | Húsvét vasárnap és hétfő               | Velika noč in velikonočni ponedeljek                                         | Munkaszüneti nap, a dátum változó |
| Április 27.     | A megszállók elleni felkelés napja     | Dan upora proti okupatorju                                                   | Korábbi elnevezése a Felszabadítási Front napja (Dan Osvobodilne fronte); a német, olasz, magyar és horvát megszállás ellen harcoló Felszabadítási Front 1941-es alapításának emléknapja |
| Május 1. és 2.  | A munka ünnepe                         | Praznik dela                                                                 | |
| –               | Pünkösd vasárnapja                     | Binkoštna nedelja                                                            | Munkaszüneti nap, a dátum változó |
| Június 25.      | A szlovén állam ünnepe                 | Dan državnosti                                                               | A függetlenség 1991-es kikiáltásának emléknapja |
| Augusztus 15.   | Nagyboldogasszony napja                | Marijino vnebovzetje (veliki šmaren, velika maša, šmarno, velika gospojnica) | Munkaszüneti nap |
| Október 31.     | A reformáció napja                     | Dan reformacije                                                              | Munkaszüneti nap |
| November 1.     | Az Emlékezés napja                     | Dan spomina na mrtve                                                         | Halottak napja; korábban a szlovén elnevezés is ez volt (Dan mrtvih) |
| December 25.    | Karácsony                              | Božič                                                                        | Munkaszüneti nap |
| December 26.    | A függetlenség napja                   | Dan neodvisnosti                                                             | Az 1990-es, függetlenségről tartott népszavazás eredményhirdetésének emléknapja |

Ezek mellett több kisebb és helyi ünnep is létezik.